# 広瀬修子
広瀬 修子（ひろせ しゅうこ、1944年12月3日（80歳） - ）は、日本のフリーアナウンサー。跡見学園女子大学文学部コミュニケーション文化学科教授、有限責任事業組合ことばの杜共同発起人。元NHKのアナウンサー。夫は東京女子大学名誉教授の広瀬弘忠。

## 経歴
東京都出身。東京教育大学附属高等学校（現・筑波大学附属高等学校）、東京大学文学部心理学科卒業後、1968年4月NHK入局。
2004年いっぱいで定年退職。現役当時はニュース番組担当のほか、落ち着いた語り口で数多くのナレーションを手がけた。大学教授となった今でも、朗読やナレーションの活動を行っている。
山根基世がNHKを退職した際に、宮本隆治らとともに「ことばの杜」の立ち上げに参加した。以後放送関係の仕事は、この組合を通す形で行うこととなった。

## アナウンサー時代の出演番組
- 「音の風景」ナレーション（NHKラジオ第1・第2・FM）
- 韓国ドラマ「宮廷女官チャングムの誓い」「チャングム豆辞典」ナレーション
- 教育セミナー「歴史で見る日本」ナレーション
- 「ラジオ深夜便」（?〜2005年、第2・4週水曜深夜アンカー）
- わたしの歌日記

ほか

## 退職後のメディア活動
- 「白洲正子の世界」（2005年 - 2006年、NHK BShi）[1]
- NHK正月時代劇「堀部安兵衛」ナレーション（2007年元日、NHK総合）
- 「Begin Japanology」（NHKワールドTV、NHK総合）日本語副音声のナレーション
- 「漢詩紀行」[2]（NHK教育）
- 「司馬遼太郎と城を歩く」（2007年、NHK BS2・BShi）ナレーション
- 「悲劇の島 チェジュ（済州）〜「4・3事件」在日コリアンの記憶〜」（2008年、NHK教育）ナレーション
- 大河ドラマ「軍師官兵衛」（2014年、NHK総合）第7回以降のナレーション（藤村志保が負傷降板したことによる後任[3]）
- 読売テレビ開局55年記念ドラマ「お家さん」（2014年5月9日、読売テレビ）ナレーション
- NHKスペシャル（NHK総合）ナレーション
  - 「日航ジャンボ機事故 空白の16時間～"墜落の夜"30年目の真実～」（2015年8月1日）
  - 「ある文民警察官の死～カンボジアPKO 23年目の告白～」（2016年8月13日）
  - 「樺太地上戦 〜終戦後7日間の悲劇～」（2017年8月14日）
  - 「誰があなたの命を守るのか　“温暖化型豪雨”の衝撃」（2019年6月30日）
  - 「定点映像　10年の記録　～100か所のカメラが映した“復興”～」（2021年3月11日）[4]